# Carcelia rasoides
Carcelia rasoides là một loài ruồi trong họ Tachinidae.